# Hochstraße (Kamen)
Die Hochstraße ist eine autobahnähnlich ausgebaute Straße in Kamen im Verlauf der B 233.
Sie beginnt an der B 61 in Kamen und führt von dort aus autobahnähnlich bis zur Anschlussstelle Kamen-Zentrum der A 1.

## Verlauf

### Beginn
Die Hochstraße beginnt in Kamen-Mitte an der Kreuzung Lünener Straße / Westring / Hochstraße, an der sich die B 61 von der B 233, mit welcher sie zuvor gemeinsam verläuft, in Richtung Lünen abzweigt.

### Anschlussstelle Kamen-Innenstadt
Im weiteren Verlauf überquert die Hochstraße zunächst die Straßen Koppelstraße und Bollwerk sowie den Fluss Seseke. Nach ca. 500 Metern erreicht man die erste Anschlussstelle. Sie befindet sich im Süden der Kamener Innenstadt und nördlich des Kamener Rathauses, der Kamener Stadthalle und des Bahnhofs Kamen. In Fahrtrichtung Unna (aus Norden kommend) endet die Abfahrt unmittelbar am Koppelteich an der Koppelstraße, einer Parallelstraße zur Hochstraße. Dort beginnt die Kreisstraße K 40 in Richtung Kamen-Methler. Die Abfahrt Sesekedamm in Fahrtrichtung Werne (aus Süden kommend) führt direkt an der Seseke entlang und endet an einem Kreisverkehr mit der Bahnhofstraße, welche die beiden Auffahrten miteinander verbindet und in Richtung Methler führt. Seit dem fußgängerfreundlichen Umbau der Bahnhofstraße wird der Verkehr dort deutlich abgebremst. Trotzdem stellt sie immer noch eine wichtige Verbindungsstraße in Kamen dar.

### Überquerung der Eisenbahnstrecke Dortmund-Hamm
Die Hochstraße überquert im weiteren Verlauf die Teilstrecke Dortmund-Hamm der Köln-Mindener Eisenbahn nahe dem Kamener Bahnhof. Die Hochstraßenbrücke ist vom Bahnhof Kamen aus zu sehen.

### Bushaltestelle
An der Brücke, die über die Heerener Straße führt, befindet sich an beiden Seiten je eine Bushaltestelle.

### Anschlussstelle Kamen-Süd
Die Anschlussstelle Kamen-Süd befindet sich im südlichen Kamen-Mitte (auch Kamen-Süd genannt). Sie dient als Anschlussstelle zur L 663, die als Dortmunder Allee nach Dortmund, Unna-Massen und Kamen-Südkamen bzw. als Heerener Straße nach Hamm, Bönen und Kamen-Heeren-Werve sowie zum Kamener Schulzentrum (Gesamtschule und Realschule) führt. In Fahrtrichtung Unna führt die Abfahrt als Unnaer Straße durch ein Kamener Wohngebiet, in Fahrtrichtung Werne streift sie als Henry-Everling-Straße das gleichnamige Industriegebiet. Südlich der Anschlussstelle führt die Hochstraße den Namen der einen Auffahrt (Unnaer Straße) fort.

### Anschlussstelle Kamen-Zentrum
An der Anschlussstelle Kamen-Zentrum der A 1 enden die Hochstraße und vorerst auch die B 233. Die Kreuzung mit der Auffahrt in Richtung Köln und dem Gewerbegebiet Zollpost ist die erste höhengleiche Kreuzung der Hochstraße. Auf dem Teilstück zwischen der Auffahrt nach Köln und der Auffahrt nach Bremen befindet sich erst seit wenigen Jahren die Autobahnpolizei Kamen, die sich zuvor in der Dortmunder Allee und am Kamener Kreuz befand. Die Autobahnpolizei ist nur in Fahrtrichtung Unna direkt erreichbar. Fahrer, die aus Richtung Unna kommen, können sie nur über die Auffahrt Kamen-Zentrum in Richtung Köln erreichen.

### Weiterer Verlauf
Die Unnaer Straße verläuft im weiteren Verlauf zunächst noch vierspurig als L 678 bis zum Kamen Karree. Von dort aus führt sie dann zweispurig nach Unna.

## Geschwindigkeitsbegrenzung
Die erlaubte Höchstgeschwindigkeit beträgt trotz des vierspurigen Ausbaus durchgängig nur 70 km/h, zwischen den beiden Ausfahrten der Anschlussstelle Kamen-Zentrum sogar nur 50 km/h. Im März 2023 wurde die Geschwindigkeit auf 50 km/h herabgesetzt da die Asphaltdecke Schlaglöcher und Unebenheiten aufweist. Diese Begrenzung soll bis zur Sanierung erhalten bleiben.

## Verkehrspolitische Bedeutung
Die Hochstraße hat eine große Bedeutung für die Region. Dies liegt zum einen daran, dass sie die Hauptverbindung zwischen Bergkamen, Kamen und Unna darstellt und als Autobahnzubringer dient, zum anderen aber auch daran, dass es kaum Alternativstrecken gibt. Sie ist die einzige Straße in Kamen-Mitte, die über die Bahnstrecke Dortmund-Hamm hinüberführt.

## Lärmschutz
Besonders an der Ausfahrt Unnaer Straße wird der Lärmpegel kritisiert. Deshalb gilt dort seit Ende 2011 eine Höchstgeschwindigkeit von 30 km/h. Als besondere Maßnahme hat die Stadt Kamen LED-Schilder angebracht. Langfristig soll die Unnaer Straße jedoch nicht mehr als Abfahrt dienen. Stattdessen war zunächst geplant, einen Hochleistungskreisel zu bauen. Inzwischen ist jedoch eine Ampelkreuzung geplant, was zu viel Kritik von der Kamener CDU und FDP führte.

## Parkmöglichkeiten
An der Hochstraße selbst ist es mit Ausnahme einiger weniger Parkbuchten an der Ausfahrt Kamen-Zentrum nicht möglich zu parken. Allerdings kann man im innerstädtischen Bereich unter der Hochstraße parken.

## Beleuchtung
Bis Februar 2012 war die Hochstraße nachts beleuchtet. Inzwischen wird nur noch die Haltestelle an der Heerener Straße beleuchtet. Die Laternen wurden jedoch noch nicht abgebaut.

## Umbau und Sanierung 2017
Im Bereich der Henry-Everling-Straße soll 2017 eine neue Kreuzung mit Ampelanlage entstehen. Die Stadt Kamen favorisierte einen Kreisverkehr, jedoch hat der Landesbetrieb Straßen.NRW die Befürchtung, dass dieser nicht die ausreichenden Kapazitäten hat, weswegen eine Ampellösung bevorzugt wurde. In diesem Zuge wird unter anderem die Fahrbahndecke der Hochstraße erneuert. Der Umbau und die Sanierung soll rund 1,5 Millionen Euro kosten.